# TORINO (ビー・ザ・ウルフのアルバム)
『TORINO』（トリノ）は、イタリアのハードロックバンド、ビー・ザ・ウルフが2020年に発表したアルバム。

## 解説
ビー・ザ・ウルフの４枚目のアルバムである。タイトルは、彼らの結成地である、イタリアのトリノにちなんでいる。アートワークは、トリノの機械技術と、黒魔術や夜のイメージから、黒地にメカニカルなフクロウのジャケットになっている。
メインソングライターであるフェデリコは、アルバム作成の２年ほど前にトリノを離れており、その後コロナ（COVID-19）の流行によってトリノに戻ることが出来なくなったこと、また世界的にも同様に親しい人に会えなくなっている状況から、アルバムのメインテーマを郷愁、その象徴として、アルバムタイトルを『トリノ』としている。
『Teenage Mutants (Synth Version)』は、本来はこちらがオリジナルだったが、アルバム全体のイメージに合わないため、日本盤のボーナストラックにした。
2020年8月に、これまでバンドの写真等の撮影をしていたマルコの父、レナートが逝去しており、このアルバムは彼に捧げられている。

## 収録曲
1. アンディフィーテッド - Undefeated
2. エイプリル - April
3. フェイラーズ - Failures
4. ティーンエイジ・ミュータンツ - Teenage Mutants
5. ステイ・アウェイク - Stay Awake
6. プリティ・リトル・シングス - Pretty Little Things
7. シナモン - Cinnamon
8. トリノ - Torino
9. ソーリー・ノット・ソーリー - Sorry Not Sorry
10. ダンシング・ライノズ - Dancing Rhinos

### ボーナス・トラック（日本盤のみ）
1. ティーンエイジ・ミュータンツ（シンセ・ヴァージョン） - Teenage Mutants (Synth Version)

## 参加ミュージシャン
- フェデリコ・モンデッリ - (Vo/G)
- マルコ・ヴェルドネ - (B)
- ポール・カネッティ - (Ds)